# 突騎施
突騎施（羅馬化：Türügeš budun）是乌孙后裔，西突厥五咄陆部之一，西突厥被唐朝打败后，隶属五咄陆部的濛池都护继往绝可汗阿史那斛瑟罗，号为莫贺达干。700年左右，因斛瑟罗刑法残暴，西突厥诸部纷纷归附突騎施首领乌质勒。乌质勒设置20都尉，各统兵七千人，并逐渐占领斛瑟罗部的碎叶城，在此设立牙帐。703年，斛瑟罗因部众被削弱，只好前往武周避难，突騎施遂占有西突厥故地。自739年后臣服于唐朝。

## 历史

### 前期
706年乌质勒被唐朝封为西河郡王，在与唐安西都护郭元振会谈时乌质勒因风寒暴卒，其长子娑葛继任可汗，唐朝封其为金河郡王。709年，娑葛与弟遮弩分裂，遮弩叛入后突厥，向可汗默啜请兵征讨。715年，默啜发兵二万攻打娑葛，娑葛被擒杀，部将苏禄收集余众，自立为可汗。

### 盛期
苏禄可汗善于绥抚部众，突騎施逐渐强盛，719年唐朝册拜苏禄为忠顺可汗。722年十二月初三，唐朝将阿史那怀道之女立为交河公主嫁予苏禄。他在中亚地区（西域）曾有许多战绩。723年（唐玄宗开元十二年），苏禄在锡尔河抵御大食倭马亚王朝，取得大胜。729至730年，在安国、康国取得胜利，配合粟特起义，将大食军从阿姆河以东一扫而去。730年在康国南夏乌塔尔山，大败大食军，一万二千大食军仅剩一千人。736年，粟特诸国从大食人压迫下独立。这时苏禄的力量达到了顶点，突骑施成为保卫西域丝绸之路的重要力量。
突騎施前期与唐朝的关系比较密切，但到开元十年（722年）时，因安西都护杜暹扣留交河公主在安西进行互市的一千匹马，引起苏禄可汗大怒，发兵围攻安西都护府。
苏禄可汗赏罚分明，深得部众拥护，称雄西域。唐朝、后突厥及吐蕃皆与其和亲，他以三国女为可敦，又分立数子为叶护，势力分散后，晚年又因风病导致一手挛缩，突骑施逐渐不受其控制。

### 唐朝干涉
738年，突骑施部落大首领莫贺达干起兵夜攻苏禄，苏禄被杀，国内大乱。吐火仙可汗与黑姓可汗分别在碎叶城和怛逻斯城自立为可汗，739年莫贺达干向唐朝请兵平乱，同年安西都护盖嘉运擒获吐火仙可汗于碎叶城；疏勒镇守使夫蒙灵詧与拔汗那军大败黑姓可汗于怛逻斯城，擒获阿史那氏交河公主；吐火仙可汗和交河公主二人被送往唐朝长安。
随后，唐朝以阿史那昕为十姓可汗和莫贺达干为突骑施可汗遥控西突厥故地；742年阿史那昕刚接任遂被突骑施可汗莫贺达干所杀，结束了唐朝以较为汉化的阿史那集团为西突厥傀儡可汗的惯例，此后唐朝只立突骑施为可汗，如伊里底蜜施骨咄禄毗伽；同年，曾拥立吐火仙可汗的都摩度降唐，遂被封为三姓叶护。
据两《唐书》和《资治通鉴》记载，莫贺达干于公元744年被唐朝安西節度使夫蒙灵詧所杀；据泰伯里的《历代先知和帝王史》记载，莫贺达干被倭马亚王朝最后一任呼罗珊总督奈斯尔·本·赛雅尔于公元739年所处死；苏格兰学者哈密尔顿不支持这种说法，他认为奈斯尔所处死的应该为另一位较小级别或没莫贺达干重级别的突骑施首领，而非莫贺达干本人。
莫贺达干与苏禄是阿拉伯史料中所见的唯一两位突騎施人物，阿拉伯史料称莫贺达干为Kursul。在苏禄可汗死前，苏禄与莫贺达干二人是倭马亚王朝在东方遇到的最能抵抗的对手，其中以公元724年的渴水日戰爭与公元731年的隘路战役最为著名。莫贺达干死后，突骑施黄、黑两姓仇杀，攻战不止。
吐鲁番出土文书《唐天宝十载（751年）制授张无价将军告身》，则记载了“四镇平石国及破九胡国，并背叛突骑施等贼”一役。此役中，高仙芝伪与石国和约，引兵偷袭，擒突骑施可汗、吐蕃酋长、石国王、揭师王。文书中的“九国胡”指当时流亡的粟特人。高仙芝掳掠了突厥后裔石国人的大量财货，使一些愤怒的西域诸国想引入大食人攻打四镇。高仙芝更以三万兵马攻击大食军，深入七百里，以至在怛罗斯城遭到了历史性的惨败。

### 滅亡
766年后黄、黑两姓为葛逻禄役属，其人大多融合於其中。哈薩克汗國有一「撒里烏孫」部，被認為是突騎施。欽察人的脫黑撤巴也被認為是突騎施。撒里烏孫人分布在塔拉斯附近。黃姓在碎葉一帶生活，黑姓在塔拉斯。他們有一首都，在塔什干附近，名「者舌」。哥舒翰是西突厥突骑施哥舒部后代。

## 姓氏
突骑施内部分黄、黑二姓，对于黄、黑姓的颜色含义有不同的解释；一种较肤浅的说法是黄、黑姓是指不同的人种，尤其是髮色。

### 人种说
学者薛宗正认为，黄姓突骑施是古月氏遗种铁勒化、突厥化而成的突厥部落，以黄色茂密的须发而自居，而黑姓突骑施是黑发、黑睛的蒙古利亚人种，同黄姓突骑施首领乌质勒、娑葛之裔的体质特征显然有异。敦煌学家项楚在注释《昭君变文》中的“单于见明妃不乐，唯（传）一箭，号令□军，且有赤狄白狄，黄头紫头，知策明妃，皆来庆贺”时，认为其中的“黄头紫头”或指突骑施的黄姓与黑姓。另一名中国学者刘茂才将《曲江集》中的黄头突厥解释为以颜色名称作为部族名字的表现，并举出了突骑施中的黄姓分部作为旁证；美国阿尔泰学家丹尼斯·塞诺以“头”字未被解释为由不赞成这种解说。日本学者佐口透将黄头解释为黄色的头发或者头缠黄布。

### 帽子说
中国学者钟焓认为，从汉文文献出发，将黄头突厥解释为黄姓或者黄发均于史无徵。他认为最恰当的理解还是出自民国大师陈寅恪检出的《新唐书》的《王式传》、《田令孜传》中的相关记载，这两条史料明确将“黄头”解释为黄帽。陈寅恪怀疑唐末五代文献中常见的黄头军为胡族军队；王永兴在此基础上详举了其他相关的文献用例，进一步证合了此说。钟焓认为联系《昭君变文》中“黄头紫头”的用法，陈寅恪的解说信实可从，因此黄头突厥能解释为以头戴黄帽为特征的一个突厥部落，同样的解说也应适用于黄头室韦及黄头女真。

## 君主
- 乌质勒可汗（怀德王）（699？—706年在位）
- 娑葛可汗（金河王）（706年—715年在位）
- 苏禄可汗（忠顺王）（715年—738年在位）
- 吐火仙可汗（骨啜）(1) 	庚寅 	738
- 尔微特勒可汗 	(1) 	己卯 	739
- 莫贺达干可汗 	(5) 	庚辰 	740
- 伊里底蜜施骨咄禄毗伽可汗 	(5) 	甲申 	744
- 移拨可汗 	(1) 	己丑 	749
- 佚名可汗 	(3) 	庚辰 	750
- 登里伊罗蜜施可汗  	(1) 	癸巳 	753
- 阿多裴罗可汗 	(5) 	癸巳 	753

## 延伸阅读
[在维基数据编辑]
 《欽定古今圖書集成·方輿彙編·邊裔典·突騎施部》，出自陈梦雷《古今圖書集成》
 《舊唐書·卷194下》，出自刘昫《舊唐書》